# Hymenaster formosus
Hymenaster formosus är en sjöstjärneart som beskrevs av Percy Sladen 1882. Hymenaster formosus ingår i släktet Hymenaster och familjen knubbsjöstjärnor. Inga underarter finns listade i Catalogue of Life.